# 備後國
備後國（日语：〔〕／ Bingonokuni */?），日本古代的令制國之一，屬山陽道，又稱備州。備後國的領域大約為現在廣島縣的東半部。

## 歷代守護

### 鎌倉幕府
- 1184年－？：土肥實平
- 1223年－？：長井時廣
- 1264年－？：長井泰重
- 1286年－？：長井賴重
- 1320年－？：長井貞重

### 室町幕府
- 1335年－1338年：朝山景連
- 1338年－1339年：仁木義長
- 1339年－1340年：石橋和義
- 1340年－1342年：細川賴春
- 1342年－1349年：高師泰
- 1349年－1351年：細川賴春
- 1351年：上杉顯能
- 1351年－1356年：岩松賴宥
- 1356年－1365年：細川賴有
- 1365年－1371年：澀川義行
- 1371年－1379年：今川貞世
- 1379年－1389年：山名時義
- 1389年－1390年：山名義熙
- 1390年－1392年：細川賴之
- 1392年－1400年：細川賴長、細川基之
- 1401年－1433年：山名時熙
- 1433年－1454年：山名持豐
- 1454年－1462年：山名教豐
- 1462年－1476年：山名是豐
- 1476年－1487年：山名政豐
- 1489年－1497年：山名俊豐
- 1499年－1512年：山名致豐
- 1512年－1528年：山名誠豐
- 1552年－1561年：尼子晴久
- 1562年－1563年：毛利隆元

## 歷代國司

### 備後守
- 藤原行成999年（長保元年）
- 小早川宣平鎌倉時代末期：南北朝時代武將。
- 小早川貞平（宣平子） 南北朝時代武將。
- 小早川熙平（貞平曾孫）室町時代中期武將。
- 織田敏信（日语：織田敏信）尾張國守護代
- 織田信秀（織田信長父）
- 小早川正平（熙平玄孫）戰國時代武將。
- 稻垣重定近江山上藩初代藩主。
- 酒井忠胤安房勝山藩第2代藩主。
- 有馬久保上総五井藩第3代藩主。
- 三浦弘次美作勝山藩第9代藩主。
- 稻葉正善安房館山藩第5代藩主。

### 備後介
- 藤原行成990年（正曆元年，代理）

## 郡
- 安那郡
- 深津郡
- 神石郡
- 奴可郡
- 沼隈郡
- 品治郡
- 葦田郡
- 甲奴郡
- 三上郡
- 惠蘇郡
- 御調郡
- 世羅郡
- 三谿郡
- 三次郡

## 相關項目
- 日本令制國列表